# Ținutul Dragonului
Ținutul Dragonului (titlu original: Dragonworld) este un film americano-britanico-românesc fantastic direct-pe-video din 1994 regizat de Ted Nicolaou. Rolurile principale au fost interpretate de actorii Sam Mackenzie, Janet Henfrey și Brittney Powell. Este al treilea film lansat de Moonbeam Entertainment, divizia de filme direct pe video de familie a Full Moon Entertainment.
Filmul a fost lansat de Full Moon Features pe Blu-ray la 8 februarie 2022, împreună cu Remote.

## Prezentare
Acțiunea are loc în vremurile moderne. Un băiețel de cinci ani pe nume Johnny McGowan călătorește în Scoția pentru a locui în castelul bunicului său, după ce își pierde ambii părinți într-un accident rutier. La copacul magic al dorințelor de pe moșia bunicului său, el invocă un prieten, care se dovedește a fi un pui de dragon pe care îl poreclește „Yowler”. Ei cresc împreună timp de 15 ani. Apoi, după o zi, realizatorul de documentare Bob Armstrong, fiica sa Beth și pilotul său Brownie McGee dau de Yowler. Dornic de faimă și bani, Bob îl convinge pe John să-l „închirieze” pe Yowler unui om de afaceri corupt local, Lester McIntyre. John, care este constrâns în parte de taxele în creștere care trebuie plătite pentru castel, îi permite lui Lester să-l ia pe Yowler. O face în parte și din cauza interesului său romantic tot mai mare pentru Beth. Yowler este nefericit și hărțuit în noul parc de distracții construit special pentru el, iar când devine clar că McIntyre i-a păcălit pentru a exploata dragonul, John și noii săi prieteni iau măsuri.

## Distribuție
- Sam Mackenzie - Johnny McGowan
  - Courtland Mead - tânărul Johnny McGowan
- Richard Trask - Yowler the Dragon
- Janet Henfrey - Miss Twittingham
- Brittney Powell - Beth Armstrong
- John Calvin - Bob Armstrong
- John Woodvine - Lester MacIntyre
- Jim Dunk - Brownie McGee
- Lila Kaye - Mrs. Cosgrove
- Andrew Keir - Angus McGowan

## Coloană sonoră
Toate melodiile sunt compuse de Richard Band.
| Lista pieselor  |                          |         |  |
| Nr.             | Titlu                    | Lungime |  |
| 1.              | „Main Title”             | 2:39    |  |
| 2.              | „Grandpa's Legend”       | 6:59    |  |
| 3.              | „Mrs. Cosgrove”          | 2:03    |  |
| 4.              | „Behold The Manor”       | 5:34    |  |
| 5.              | „Baby What?”             | 0:54    |  |
| 6.              | „Dad's Old Room”         | 3:18    |  |
| 7.              | „The Envelope For Taxes” | 0:55    |  |
| 8.              | „They Land”              | 4:10    |  |
| 9.              | „Bagpipes And Gravesite” | 3:20    |  |
| 10.             | „Baby Dragon”            | 2:20    |  |
| 11.             | „Showtime”               | 6:50    |  |
| 12.             | „Yowler Goes Ape”        | 2:49    |  |
| 13.             | „Getting Yowler Back”    | 10:39   |  |
| 14.             | „All Is Well”            | 8:06    |  |
| Lungime totală: | Lungime totală:          | 60:32   |  |

## Filmări
Haddon Hall din Derbyshire, Anglia și castelul Manorbier din Țara Galilor au fost folosite ca locații în timpul filmărilor. Stația feroviară Llangollen din Denbighshire a fost folosită ca locul din Scoția unde tânărul și-a întâlnit prima dată bunicul. Câteva scene au fost turnate și în România. Filmările au avut loc în iunie 1993.

## Lansare și primire
Filmul a fost lansat direct pe casete video și LaserDisc în 1994 de Paramount Home Video. A fost lansat pe DVD în Australia și Germania. O lansare pe Blu-ray în America de Nord este programată la 8 februarie 2022 de către Full Moon Features.
Filmul a primit două premii Young Artist la categoriile: cea mai bună interpretare a unui actor de tineret într-un film direct-pe-video (Courtland Mead) și  cel mai bun film de familie direct-pe-video.
Cu excepția lui Re-Animator (1985), Dragonworld este unul dintre cele mai bune filme produse de familia Band.

## Continuare
O continuare  a acestui film, denumită Dragonworld: The Legend Continues, a fost lansat direct pe video în 1999, deși a fost filmat în 1996. Filmul nu are nicio legătură cu primul film și a avut în general recenzii negative de la critici.